# Stefanie Dolson
Stefanie Dolson (Port Jervis, 8 januari 1992) is een Amerikaans basketbalspeelster. Zij won met het Amerikaans 3x3-basketbalteam de gouden medaille tijdens de Olympische Zomerspelen 2020.
Dolson speelde voor het team van de Universiteit van Connecticut, voordat zij in 2014 haar WNBA-debuut maakte bij de Washington Mystics. In 2021 won ze het WNBA-kampioenschap met haar team de Chicago Sky. Sinds 2022 speelt ze voor de New York Liberty. Buiten de WNBA seizoenen speelde ze in Rusland, Turkije, Italië en China.
Tijdens de Olympische Zomerspelen 2020 in Tokio won ze olympisch goud door de Russische ploeg te verslaan in de finale met 18-15. Dolson was goed voor 7 punten.

## Statistieken
| Seizoen | Team                 | WG  | FG%  | FT%  | RPW | APW | SPW | BPW | PPW  |
| ------- | -------------------- | --- | ---- | ---- | --- | --- | --- | --- | ---- |
| 2014    | Washington Mystics   | 34  | .492 | .811 | 4.4 | 1.2 | 0.4 | 1.1 | 6.0  |
| 2015    | Washington Mystics   | 34  | .495 | .871 | 5.6 | 1.6 | 0.5 | 1.1 | 10.6 |
| 2016    | Washington Mystics   | 34  | .482 | .843 | 4.7 | 1.1 | 0.4 | 0.9 | 9.3  |
| 2017    | Chicago Sky          | 33  | .561 | .870 | 5.8 | 2.6 | 0.5 | 1.3 | 14.5 |
| 2018    | Chicago Sky          | 27  | .467 | .938 | 4.6 | 3.0 | 0.6 | 0.9 | 9.7  |
| 2019    | Chicago Sky          | 34  | .519 | .898 | 5.6 | 2.2 | 0.6 | 1.0 | 9.3  |
| 2020    | Chicago Sky          | 15  | .486 | .737 | 3.5 | 1.7 | 0.4 | 0.9 | 6.3  |
| 2021    | Chicago Sky          | 24  | .486 | .947 | 3.5 | 1.3 | 0.3 | 0.8 | 7.5  |
| 2022    | New York Liberty     | 36  | .493 | .905 | 4.8 | 1.8 | 0.4 | 0.8 | 8.1  |
| Totaal  | 9 seizoenen, 3 teams | 271 | .503 | .869 | 4.8 | 1.8 | 0.4 | 1.0 | 9.2  |

2020: Stefanie Dolson & Allisha Gray & Kelsey Plum & Jackie Young ·
2024: Svenja Brunckhorst, Sonja Greinacher, Elisa Mevius, Marie Reichert